# ИСТ
«ИСТ» — группа инвесторов, в период с 1991 год по 2013 год совместно реализующих  инвестиционные проекты и управляющих  компаниями в различных отраслях российской экономики: горная добыча и металлургия, банки и финансы, машиностроение, транспорт и логистика, строительство и промышленный девелопмент. Штаб-квартира располагалась в Москве и Санкт-Петербурге. В 2013 году в результате корпоративной реструктуризации была создана  инвестиционная компания ICT Holding Ltd (Кипр), управляющаяся независимым менеджментом и реализующая самостоятельную инвестиционную стратегию.

## История
Группа основана в 1991 году, однако своё название получила в 1993 году. Название группы происходит от «Инвестиции. Строительство. Технологии», что в полной мере отражает специфику её деятельности. Визитной карточкой Группы стали инвестиционные проекты в области промышленного девелопмента — от проектирования и строительства до эксплуатации технологически сложных промышленных производств.
ИСТ реализовал целый ряд значимых инвестиционных проектов, реализовав стратегию «от бизнес-идеи до продажи готового бизнеса». Монетизация происходила через продажу активов стратегическим инвесторам или выход через размещение акций на публичных рынках. Компания инвестировала, развивала и управляла активами в различных отраслях, включая банки и финансовые услуги, добычу и переработку рудных полезных ископаемых, драгоценных металлов, тяжелую промышленность, логистику, строительство и девелопмент коммерческой недвижимости. Портфель реализованных проектов включает НОМОС-банк, на момент продажи в 2013 году входивший в ТОП-3 частных банков России, золотодобывающую компанию «Полиметалл», проданную крупному инвестору, а затем частично выкупленную обратно, металлургическую компанию по производству ферросплавов Oriel Resources, логистические компании «Инкотек» и «Интертерминал». А также компании, которыми в качестве контролирующего акционера управляла Группа ИСТ: «Балтийский завод», «Балтийский Лизинг» (первая в России лизинговая компания, лицензия № 0001), Ханты-Мансийский банк.
В 2012 году для управления построенного ИСТом «Тихвинского вагоностроительного завода» (ТВСЗ) и лизинговой компании RAIL1520 была создана «Объединенная вагонная компания» (ОВК). ОВК стала крупнейшим в России производителем грузовых железнодорожных вагонов, в том числе с повышенной нагрузкой на ось 25 тонн. В рамках холдинга были созданы совместные предприятия с японской корпорацией Mitsui, американскими компаниями Wabtec, Timken Company. В 2015 году состоялось публичное размещение 12,2% акций на Московской бирже, после чего пакет акций, принадлежащий ИСТ, снижался за счет продажи финансовым и стратегическим инвесторам до момента окончательного выхода из актива в 2018-2019 гг.

## Руководство
Президентом группы с момента создания и до 2013 года был ее основатель Александр Несис.

## ICT Holding
ICT Holding Ltd. (Кипр) — частная инвестиционная компания, основанная в  2013 году, управляется независимым менеджментом и реализует  самостоятельную инвестиционную стратегию. Компания фокусируется на портфельных и венчурных инвестициях в энергетику, металлургию и горную добычу, автомобилестроение, транспорт, medtech и биотехнологии.
Крупнейшим бенефициаром является Александр Несис.